# Злоречивые
Злоречивые (итал. Male lingue) — барельеф XV века в городе Терамо в Италии, на котором изображен профиль двух сердитых друг на друга мужчин с высунутыми языками, пронзенными остриями циркуля. Барельеф имеет форму щита, который венчает картуш из камня с выгравированным на нём девизом: «Следи за словами». Над головами мужчин находятся две буквы — «М» (справа) и «Y» (слева). Ниже двух профилей изображён небольшой щит увенчанный двойным крестом.
Барельеф когда-то находился на фасаде средневекового дома в Терамо на дороге Порта Романа. Дом вначале принадлежал семье де Валле или стороннику их фракции. Согласно Муцио де Муции, автору «Истории Терамо», в XVI веке он перешёл в собственность семьи Бевилаква (или Вивилаква), затем семьи Принчипе. В начале XX века дом стал собственностью семьи Каваккьоли, у которой он был куплен мэрией, реконструировавшей здание. Тем не менее, в мае 1928 года дом оказался в аварийном состоянии. Тогда было решение пронумеровать камни фасада, разобрать здание и восстановить его на другом месте. Во время реконструкции барельеф был передан на хранение библиотекарю Луиджи Саворини и поставлен им в зале Провинциальный библиотеки Мельккьоре Дельфико. Здесь барельеф оставался до начала 70-х годов XX века. Сегодня он находится в зале совета мэрии Терамо.

## История

### Происхождение
О происхождении барельефа и девиза рассказывается в «Истории Терамо» Муцио де Муции, в конце «III Диалога». Однажды, Анджело ди Кола Кролло, главе партии Мелатино, было отказано в аудиенции у местного сеньора Джозии Аквавивы, беседовавшего в это время с членами другой партии — де Валле. Раздраженный нобиль позволил себе высказать угрозу в адрес сеньора, которую услышали слуги правителя и рассказали обо всём своему господину.
Джозия Аквавива, пытавшийся изо всех сил держать в страхе противоборствующие стороны в Терамо, чтобы не допустить в городе очередной резни, решил примерно наказать одних и запугать на будущее других. Он по отдельности пригласил лидеров двух противоборствующих партий в свою резиденцию в Сан-Флавиано (ныне Джулианова) и поселил их в разных крыльях дворца.
Ночью сеньор приказал страже схватить Анджело ди Кола Кролло c его двенадцатью спутниками, сторонниками партии Мелатино, и велел повесить их за пределами Сан-Флавиано по обочинам Королевской дороги, ведущей в Терамо. Утром сеньор отослал членов другой партии — де Валле обратно в город, заверив, что по пути они узнают причину, по которой смогут быть приглашены к нему снова. Увидев своих врагов повешенными, члены партии де Валле поняли, что ожидает их, если и они будут столь не аккуратны в своих высказываниях. По возвращении в город, в память об этом событии ими был заказан известный барельеф с не менее известным девизом: «Следи за словами», который они установили на стене дома главы своей партии.

### Исторический контекст
Во второй половине XIV — первой половине XV века в Терамо шла борьба между семьями Мелатино и де Валле. Сторонники последней также назывались «антонеллистами» по имени главы партии Антонелло де Валле. В 1388 году они захватили власть в Терамо и изгнали из города сторонников партии Мелатино.
В конфликт вмешался король Владислав I, по приказу которого из города были высланы все зачинщики и участники беспорядков. В 1407 году борьба между партиями разгорелась с новой силой. В результате заговора семьи Мелатино был убит Андреа Маттео Аквавива, сеньор Терамо. В ходе расследования партия Мелатино была признана виновной в этом убийстве. Высылке из города подверглись сыновья Эррико Мелатино и сыновья Джованни ди Кола. Только вмешательство королевы Джованны II вернуло изгнанников в Терамо.
Спустя три года теперь уже сторонники партии Мелатино изгнали из города сторонников партии де Валле, но вскоре были вынуждены обратиться за помощью к одному из своих кровных врагов, Джозии Аквавива, герцогу Атри, отца которого они когда-то убили. Ему предложили стать сеньором Терамо.
Придя к власти, Джозия Аквавива вернул в город сторонников партии де Валле при условии соблюдения мира между всеми семьями. Это не понравилось членам партии Мелатино, глава которых Анджело ди Кола Корра, опасаясь союза между членами партии де Валле и Джозией Аквавива, произнес угрозу в адрес сеньора Терамо. Он намекнул, что как партия Мелатино призвала Джозию Аквавива в Терамо, так она его может и прогнать. О случившемся после рассказано в выше.
Сторонники партии Мелатино, после казни их лидеров, не оказали никакого сопротивления, за что были прозваны «спеннати», то есть «ощипанные». А сторонники партии де Валле получили прозвище «маццаклокки», то есть «дубиновые», возможно из-за того что в уличных драках пользовались, главным образом, булавами. Ныне названия Спеннати и Маццаклокки носят переулки в Терамо.